# Уряд Казахстану
Уряд Казахстану — вищий орган виконавчої влади Казахстану.

## Голова уряду
- Прем'єр-міністр — Аскар Мамін (англ. Askar Mamin).
- Віце-прем'єр-міністр — Смаїлов Аліхан (англ. Askar Mamin).
- Віце-прем'єр-міністр — Імангалі Тасмагамбетов (англ. Imangali Tasmagambetov).
- Віце-прем'єр-міністр — Аскар Мирзахметов (англ. Askar Myrzakhmetov).

## Кабінет міністрів
У 2014 році була затверджена така структура уряду Республіки Казахстан. Склад чинного уряду подано станом на 15 вересня 2016 року.
| Логотип | Міністерство                                                 | Міністр                                          | Фото | Час на посаді | Час на посаді | Партія | Партія | Вебсайт |
| ------- | ------------------------------------------------------------ | ------------------------------------------------ | ---- | ------------- | ------------- | ------ | ------ | ------- |
|         | Міністерство внутрішніх справ                                | Калмуханбет Касимов (Kalmukhanbet Kasymov)       |      |               |               |        |        |         |
|         | Міністерство економіки                                       | Куандик Бішімбаєв (Kuandyk Bishimbayev)          |      |               |               |        |        |         |
|         | Міністерство економічної інтеграції                          | Жанар Айтжанова (Zhanar Aytzhanova)              |      |               |               |        |        |         |
|         | Міністерство енергетики                                      | Канат Божумбаєв (Kanat Bozumbayev)               |      |               |               |        |        |         |
|         | Міністерство закордонних справ                               | Єрлан Ідрісов (Yerlan Idrisov)                   |      |               |               |        |        |         |
|         | Міністерство інвестицій і розвитку                           | Женіс Кассимбек (Zhenis Kassymbek)               |      |               |               |        |        |         |
|         | Міністерство інформації та зв'язку                           | Даурен Абаєв (Dauren Abayev)                     |      |               |               |        |        |         |
|         | Міністерство культури і спорту                               | Аристанбек Мухамедіюли (Arystanbek Mukhamediuly) |      |               |               |        |        |         |
|         | Міністерство науки і освіти                                  | Єрлан Сагадиєв (Yerlan Sagadiyev)                |      |               |               |        |        |         |
|         | Міністерство оборони                                         | Сакен Жасузаков (Saken Zhasuzakov)               |      |               |               |        |        |         |
|         | Міністерство охорони здоров'я і соціального розвитку         | Тамара Дуйсенова (Tamara Duysenova)              |      |               |               |        |        |         |
|         | Міністерство сільського господарства                         | Аскар Мирзахметов (Askar Myrzakhmetov)           |      |               |               |        |        |         |
|         | Міністерство у справах релігії та громадянського суспільства | Нурлан Єрмекбаєв (Nurlan Yermekbayev)            |      |               |               |        |        |         |
|         | Міністерство фінансів                                        | Бахит Султанов (Bakhyt Sultanov)                 |      |               |               |        |        |         |
|         | Міністерство юстиції                                         | Марат Бекетаєв (Marat Beketayev)                 |      |               |               |        |        |         |